# Pituil
Pituil es una localidad del Departamento Famatina, en el norte de la provincia de La Rioja, Argentina.
La zona urbana se extiende en las adyacencias de la ruta provincial N.º 39 y uno de los accesos a la localidad se encuentra en el pK 3947 de la ruta nacional 40.
La localidad cuenta con un hospital, tres establecimientos educativos, un museo arqueológico y la iglesia del Santo Domingo de Guzmán.

## Toponimia
Existen dos opiniones respecto del origen del nombre de la localidad. Una de ellas sugiere que derivaría de la expresión quechua que significa "lugar de la flauta" o "pueblo de la flauta". La segunda opinión señala que el origen del nombre proviene del hecho de que los primeros pobladores se asentaron en un lugar cercano, hoy dentro de la provincia de Catamarca y con posterioridad hubo una segunda población, en la provincia de La Rioja, que dio origen a esta localidad. Producto de esta situación, el nombre Pituil significaría "poblado del par".

## Población
Es una de las localidades más pobladas del departamento Famatina. Cuenta con 849 habitantes (Indec, 2010), lo que representa un descenso del 16% frente a los 1008 habitantes (Indec, 2001) del censo anterior.
| Gráfica de evolución demográfica de Pituil entre 1991 y 2010 |
|                                                              |
| Fuente: Censos nacionales del INDEC                          |

## Actividades económicas
Pituil es una localidad típicamente rural. A menudo las parcelas destinadas a cultivos están integradas dentro de los mismos predios que las viviendas, aún en cercanías del centro de la localidad. Los principales cultivos son olivos, vides y nogales, que basan su desarrollo en un sistema tradicional de riego, utilizando acequias y canales en muchos casos históricos.

## Sitios de interés
- Museo arqueológico: Es un museo privado, con una importante colección de piezas arqueológicas pertenecientes a la cultura de la Aguada, considerado uno de los más importantes del departamento Famatina por la calidad y cantidad de las piezas expuestas.[9]

- Molino Harinero de Pituil: A poca distancia de la localidad, aún se conservan partes de la estructura que basaba su funcionamiento en el movimiento de una rueda de madera instalada en un curso de agua.[10]

## Sismicidad
La sismicidad de la región de La Rioja es frecuente y de intensidad baja, y un silencio sísmico de terremotos medios a graves cada 30 años en áreas aleatorias.